# Lynn Moroney
Lynn Moroney és una escriptora chickasaw d'Oklahoma. Contadora i recollidora d'històries, passà cinc anys al Planetari Kirkpatrick d'Oklahoma per a recollir llegendes sobre el sistema solar. Autora d’Elinda Who Danced in the Sky: An Estonian Folktale (1990), Moontellers: Myths of the Moon from Around the World (1995), The Boy Who Loved Bears: Adapted from a Traditional Pawnee Tale (1994) i Viborita de cascabel (1996) en espanyol.